# Зарянко, Сергей Константинович
Серге́й Константи́нович Заря́нко (при рождении и до начала 1830-х годов — Никитин, бел. Сярге́й Заранка; 24 сентября [6 октября] 1818, село Ляды, Могилёвская губерния — 20 декабря 1870 [1 января 1871], Москва) — русский живописец и педагог белорусского происхождения, один из наиболее известных воспитанников венециановской школы, крупнейший мастер салонно-академического портрета середины XIX века. Академик (с 1843) и профессор (с 1850) Императорской Академии художеств, профессор Московского училища живописи, ваяния и зодчества (с 1856).

## Биография

### Начало пути
Сергей Зарянко родился в семье крепостного в имении князя Любомирского. Получив вольную, его отец вместе с семьей переехал в Санкт-Петербург, где работал у князя А. Н. Голицина. Учиться начал в Санкт-Петербургской 3-й гимназии. С детства проявлял художественные способности и первые художественные навыки получил у живописца В. М. Аврорина. Талант юного художника заметил знаменитый русский живописец А. Г. Венецианов, который способствовал в 1834 году определению Сергея Зарянко в вольноприходящие ученики Императорской Академии художеств. В Академии учились и его братья Василий, Иосиф и Николай, но все они умерли довольно юными, что помешало раскрыться их талантам в полной мере.
Зарянко не сразу обратился к портретной живописи; вначале он изображал разные интерьеры, обучаясь в пейзажном классе М. Н. Воробьёва. В 1836 году за «Вид Фельдмаршальского зала в Зимнем дворце» он был отмечен малой серебряной медалью. В 1837 году учился у А. Г. Венецианова. В 1838 году за «Вид Тронной залы» был удостоен звания неклассного художника, после чего продолжал писать преимущественно перспективные виды и в 1841 году за картину «Рекреационная зала в Училище правоведения» был награждён большой серебряной медалью. Последние годы жизни Сергей Константинович Зарянко посвятил педагогической деятельности и оставил весьма поучительные записи «Руководство к живописи».

### Академик и педагог
В 1843 году за картину «Внутренность Морского Никольского собора» получил звание академика. Затем жил и работал в Москве, занимаясь исполнением образов для разных церквей; в 1846 году преподавал рисование в Александровском сиротском институте и «перспективное искусство» — в дворцовом архитектурном училище. В 1846—1855 годах преподавал в Санкт-Петербурге — в Дворянском полку. С возвращением в Петербург, он впервые серьёзно принялся за портретную живопись. На академической выставке 1849 года были выставлены два портрета его работы: генерала П. К. Ломновского и певца О. Петрова, принёсшие ему громкую известность. В 1850 году за портреты графа Ф. П. Толстого и ротмистра Д. В. Хвостова академия присудила ему звание профессора.
В 1856 году, по рекомендации Ф. И. Прянишникова, он начал работать в Московском училище живописи и ваяния — инспектором и старшим профессором живописи. С конца 1865 по 1870 год жил преимущественно в Санкт-Петербурге, где работал над портретами членов царской фамилии для Романовской галереи в Зимнем дворце. В зрелом возрасте видел только одним глазом.
Как наставник в Московском училище живописи, ваяния и зодчества, Зарянко много способствовал развитию молодых художников, из которых некоторые достигли потом почётной известности, например: В. Г. Перов, И. М. Прянишников, В. Пукирев, В. И. Шервуд, Л. Ф. Жодейко, братья В. Е. и К. Е. Маковские, Г. И. Бортневский.
Был похоронен в Москве на кладбище Ново-Алексеевского монастыря; могила утрачена.

### О работах
Вышедшие из-под его кисти портреты замечательны по необычайно сильной лепке, превосходной передаче освещения, тщательной разработке подробностей даже в аксессуарах и по точному воспроизведению лиц, впрочем, больше внешнего их вида, чем в отношении внутреннего содержания. Всего написано им до сотни портретов, из которых, кроме вышеупомянутых четырёх, считались наиболее достойными внимания несколько портретов Александра II (в том числе —  в бытность его цесаревичем) и цесаревича Николая Александровича, портреты Турчанинова, Доливо-Добровольского, князя и княгини Абамелик, г-жи Лапиковой, графа А. А. Закревского, графа И. М. Толстого, князя С. М. Голицына, П. А. Тучкова, графа С. Г. Строганова, графа П. А. Шувалова и графа В. А. Адлерберга. Из перспективных картин Зарянко образцовыми в своем роде могут считаться, кроме вида Никольского собора, принёсшего ему степень академика, виды тронного зала в Зимнем дворце и зала Императорского училища правоведения, с портретами профессора и воспитанников этого заведения.

## Галерея
- Христофор Екимович Лазарев
- Князь Семён Давыдович Абамелик-Лазарев, 1853
- Цесаревич Александр Александрович (будущий император Александр III), 1867
- Великий князь Владимир Александрович младший брат Александра III, 1867
- Александр Сергеевич Танеев, 1853
- Министр путей сообщения Российской империи Павел Петрович Мельников, 1869
- Адмирал и полярный исследователь Фёдор Петрович Литке, 1854
- Генерал-лейтенант Александр Иванович Мясоедов, 1857
- Генерал от инфантерии, реформатор Яков Иванович Ростовцев, 1855
- Генерал-лейтенант, военный инженер Пётр Карлович Ломновский, 1849
- Медальер Фёдор Петрович Толстой, 1850
- Княгиня Изабелла Адамовна Гагарина, урождённая графиня Валевская, жена обер-гофмейстера С. С. Гагарина, конец 1850-х